# The Jealous Waiter
Pour plus de détails, voir Fiche technique et Distribution.
The Jealous Waiter est un film muet américain réalisé par Mack Sennett sorti en 1913.

## Fiche technique
- Titre : The Jealous Waiter
- Réalisation : Mack Sennett
- Production : Mack Sennett
- Studio de production : The Keystone Film Company
- Distribution : Mutual Film Corporation
- Pays de production : États-Unis
- Format : Noir et blanc - 1,37:1 - Format 35 mm
- Langue : film muet intertitres anglais
- Genre : Comédie
- Durée : ½ bobine
- Date de la sortie : États-Unis 10 février 1913

## Distribution
- Fred Mace
- Mack Sennett
- Edgar Kennedy (non confirmée) (non crédité)
- Harry McCoy (non confirmée) (non crédité)
- Betty Schade (non confirmée) (non crédité)
- Al St. John (non confirmée) (non crédité)
- Ford Sterling (non confirmée) (non crédité)